# Каса маре
Каса маре (рум. Casa mare, букв. «большой дом») — одно из трёх основных помещений в жилом доме молдаван, наряду с сенями и спальней. Каса маре выполняла роль гостиной. В этой комнате принимают гостей, собираются всей семьёй, проводят свадебные обряды и т. д. Бедные крестьяне пристраивали касу-маре не сразу, а только со временем, когда в семье появлялся хоть какой-то достаток. Поэтому наличие хорошо убраной касы-маре долгое время считалось фундаментом всех достижений в жизни простых молдаван.

## Описание
Каса-маре всегда была чистой и нарядно убраной на случай внезапного приезда гостей или прихода родственников. В ней также проводились важные обряды в жизни семьи и отмечались различные праздники. В каса-маре хранились также самые ценные в доме вещи: ковры, сундуки, в которые годами складывалось приданое будущих невест, нарядно вышитые рушники, дорогие ткани. На стенах висели иконы, а с конца XIX века и фотографии. К потолку подвешивали пучки сушёного базилика, лаванды, мяты и других пахучих трав, символизировавших семейное благополучие и достаток. Особую роль каса маре играла перед свадьбой, когда в ней торжественно наряжала невесту её мать. Сама невеста должна была плакать, а её подружки — петь печальные песни.

## Отражение в искусстве
В 2004 году группа «Zdob şi Zdub» выпустила песню под названием «Everybody in the Casa Mare».
Также название пьесы Иона Друцэ